# Draft de la NFL de 2014
El Draft de la NFL de 2014 fue la 79.ª edición de la reunión anual de selección de jugadores. Tuvo lugar los días 8, 9 y 10 de mayo en el Radio City Music Hall de Nueva York. Un total de 256 jugadores fueron seleccionados a lo largo de siete rondas, donde el defensive end Jadeveon Clowney fue escogido en la primera posición por los Houston Texans, el primer jugador defensivo en tomar el primer lugar desde Mario Williams en 2006.

## Selecciones del Draft
|  |  | Indica jugador miembro del Pro Football Hall of Fame                                |
|  |  | Indica jugador que ha sido seleccionado por lo menos en un Pro Bowl y en el All-Pro |
|  |  | Indica jugador que ha sido seleccionado por lo menos en un Pro Bowl                 |
|  |  | Indica jugador que ha sido seleccionado por lo menos en un All-Pro                  |
|  |  | Indica jugador que nunca ha jugado en la NFL                                        |

| C  | Center            |     | CB                 | Cornerback |                   | DB | Defensive back   |  | DE | Defensive end |
| DL | Defensive lineman | DT  | Defensive tackle   | FB         | Fullback          | FS | Free safety      |  |    |               |
| G  | Guard             | HB  | Halfback           | ILB        | Inside linebacker | K  | Placekicker      |  |    |               |
| KR | Kick returner     | LB  | Linebacker         | LS         | Long snapper      | OT | Offensive tackle |  |    |               |
| OL | Offensive lineman | OLB | Outside linebacker | NT         | Nose tackle       | P  | Punter           |  |    |               |
| PR | Punt returner     | QB  | Quarterback        | RB         | Running back      | S  | Safety           |  |    |               |
| SS | Strong safety     | TB  | Tailback           | TE         | Tight end         | WR | Wide receiver    |  |    |               |

### Primera ronda

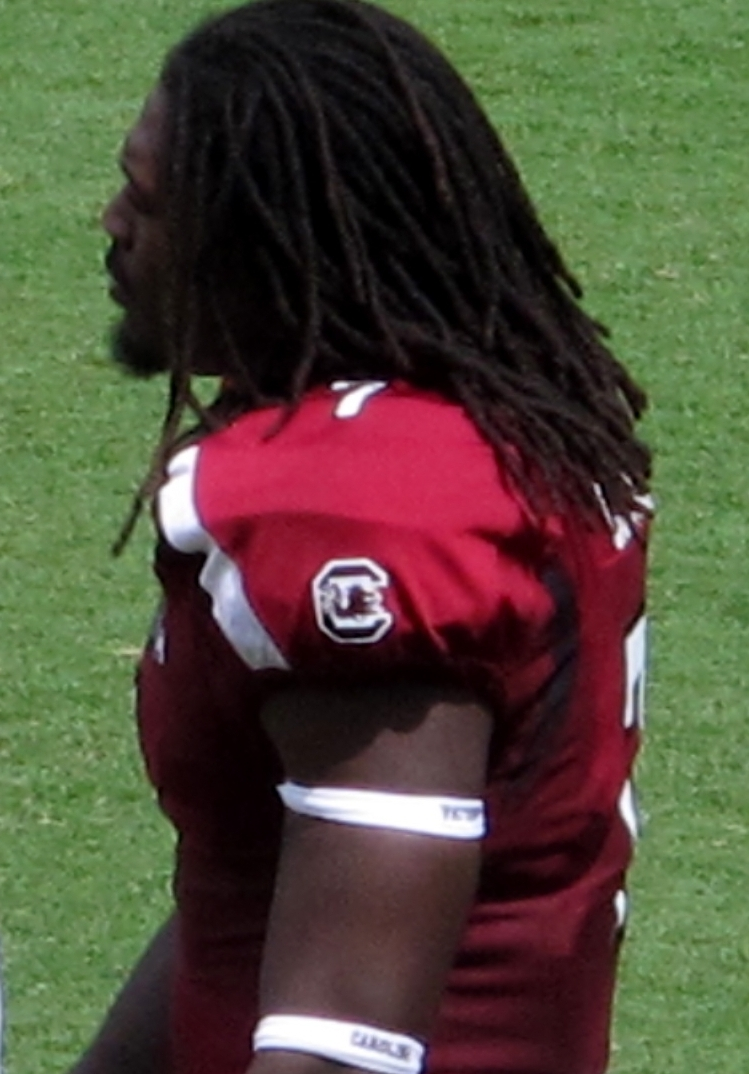
Jadeveon Clowney, nº 1 del draft, elegido por Houston Texans.

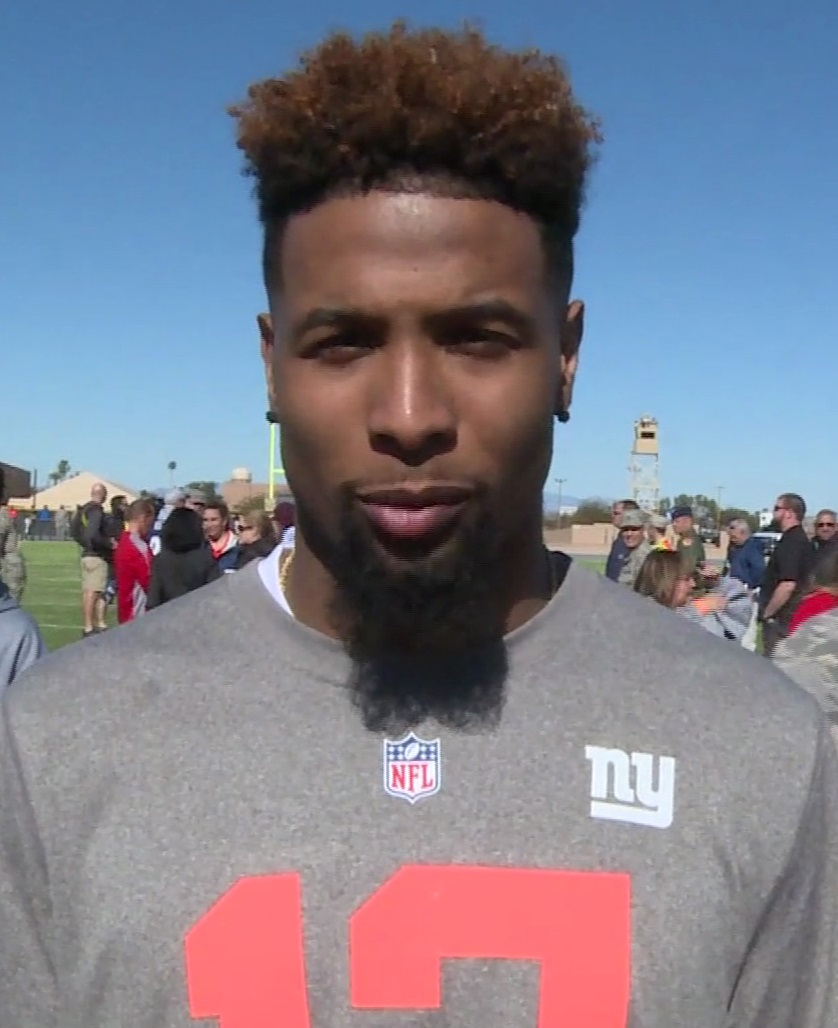
Odell Beckham Jr., nº 12 del draft, elegido como el Novato Ofensivo del Año en la temporada 2014.

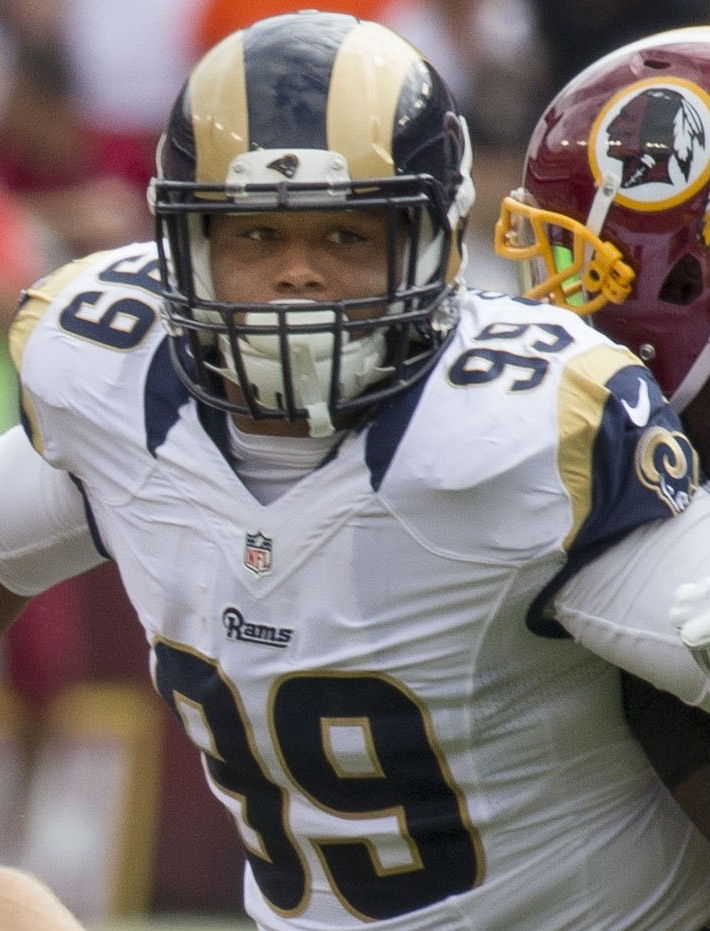
Aaron Donald, nº 13 del draft, elegido como el Novato Defensivo del Año en la temporada 2014.

| Pick | Jugador           | Pos. | Equipo                                                 | Universidad       | Conf.                |
| ---- | ----------------- | ---- | ------------------------------------------------------ | ----------------- | -------------------- |
| 1    | Jadeveon Clowney  | DE   | Houston Texans                                         | South Carolina    | SEC                  |
| 2    | Greg Robinson     | OT   | St. Louis Rams (desde Washington)                      | Auburn            | SEC                  |
| 3    | Blake Bortles     | QB   | Jacksonville Jaguars                                   | UCF               | The American         |
| 4    | Sammy Watkins     | WR   | Buffalo Bills (desde Cleveland)                        | Clemson           | ACC                  |
| 5    | Khalil Mack       | LB   | Oakland Raiders                                        | Buffalo           | MAC                  |
| 6    | Jake Matthews     | OT   | Atlanta Falcons                                        | Texas A&M         | SEC                  |
| 7    | Mike Evans        | WR   | Tampa Bay Buccaneers                                   | Texas A&M         | SEC                  |
| 8    | Justin Gilbert    | CB   | Cleveland Browns (desde Minnesota)                     | Oklahoma State    | Big 12               |
| 9    | Anthony Barr      | LB   | Minnesota Vikings (desde Buffalo via Cleveland)        | UCLA              | Pac-12               |
| 10   | Eric Ebron        | TE   | Detroit Lions                                          | North Carolina    | ACC                  |
| 11   | Taylor Lewan      | OT   | Tennessee Titans                                       | Michigan          | Big Ten              |
| 12   | Odell Beckham Jr. | WR   | New York Giants                                        | LSU               | SEC                  |
| 13   | Aaron Donald      | DT   | St. Louis Rams                                         | Pittsburgh        | ACC                  |
| 14   | Kyle Fuller       | CB   | Chicago Bears                                          | Virginia Tech     | ACC                  |
| 15   | Ryan Shazier      | LB   | Pittsburgh Steelers                                    | Ohio State        | Big Ten              |
| 16   | Zack Martin       | G    | Dallas Cowboys                                         | Notre Dame        | Independiente (NCAA) |
| 17   | C. J. Mosley      | LB   | Baltimore Ravens                                       | Alabama           | SEC                  |
| 18   | Calvin Pryor      | S    | New York Jets                                          | Louisville        | ACC                  |
| 19   | Ja'Wuan James     | OT   | Miami Dolphins                                         | Tennessee         | SEC                  |
| 20   | Brandin Cooks     | WR   | New Orleans Saints (desde Arizona)                     | Oregon State      | Pac-12               |
| 21   | Ha Ha Clinton-Dix | S    | Green Bay Packers                                      | Alabama           | SEC                  |
| 22   | Johnny Manziel    | QB   | Cleveland Browns (desde Filadelfia)                    | Texas A&M         | SEC                  |
| 23   | Dee Ford          | DE   | Kansas City Chiefs                                     | Auburn            | SEC                  |
| 24   | Darqueze Dennard  | CB   | Cincinnati Bengals                                     | Michigan State    | Big Ten              |
| 25   | Jason Verrett     | CB   | San Diego Chargers                                     | TCU               | Big 12               |
| 26   | Marcus Smith      | LB   | Philadelphia Eagles (desde Indianapolis via Cleveland) | Louisville        | ACC                  |
| 27   | Deone Bucannon    | S    | Arizona Cardinals (desde New Orleans)                  | Washington State  | Pac-12               |
| 28   | Kelvin Benjamin   | WR   | Carolina Panthers                                      | Florida State     | ACC                  |
| 29   | Dominique Easley  | DT   | New England Patriots                                   | Florida           | SEC                  |
| 30   | Jimmie Ward       | S    | San Francisco 49ers                                    | Northern Illinois | MAC                  |
| 31   | Bradley Roby      | CB   | Denver Broncos                                         | Ohio State        | Big Ten              |
| 32   | Teddy Bridgewater | QB   | Minnesota Vikings (desde Seattle)                      | Louisville        | ACC                  |

### Segunda ronda
| Pick | Jugador                 | Pos. | Equipo                                               | Universidad      | Conf.                |
| ---- | ----------------------- | ---- | ---------------------------------------------------- | ---------------- | -------------------- |
| 33   | Xavier Su'a-Filo        | G    | Houston Texans                                       | UCLA             | Pac-12               |
| 34   | DeMarcus Lawrence       | DE   | Dallas Cowboys (desde Washington)                    | Boise State      | MW                   |
| 35   | Joel Bitonio            | OT   | Cleveland Browns                                     | Nevada           | MW                   |
| 36   | Derek Carr              | QB   | Oakland Raiders                                      | Fresno State     | MW                   |
| 37   | Ra'Shede Hageman        | DT   | Atlanta Falcons                                      | Minnesota        | Big Ten              |
| 38   | Austin Seferian-Jenkins | TE   | Tampa Bay Buccaneers                                 | Washington       | Pac-12               |
| 39   | Marqise Lee             | WR   | Jacksonville Jaguars                                 | USC              | Pac-12               |
| 40   | Kyle Van Noy            | LB   | Detroit Lions (desde Minnesota via Seattle)          | BYU              | Independiente (NCAA) |
| 41   | Lamarcus Joyner         | S    | St. Louis Rams (desde Buffalo)                       | Florida State    | ACC                  |
| 42   | Jordan Matthews         | WR   | Philadelphia Eagles (desde Tennessee)                | Vanderbilt       | SEC                  |
| 43   | Weston Richburg         | C    | New York Giants                                      | Colorado State   | MW                   |
| 44   | Cyrus Kouandjio         | OT   | Buffalo Bills (desde St. Louis)                      | Alabama          | SEC                  |
| 45   | Paul Richardson         | WR   | Seattle Seahawks (desde Detroit)                     | Colorado         | Pac-12               |
| 46   | Stephon Tuitt           | DE   | Pittsburgh Steelers                                  | Notre Dame       | Independiente (NCAA) |
| 47   | Trent Murphy            | LB   | Washington Redskins (desde Dallas)                   | Stanford         | Pac-12               |
| 48   | Timmy Jernigan          | DT   | Baltimore Ravens                                     | Florida State    | ACC                  |
| 49   | Jace Amaro              | TE   | New York Jets                                        | Texas Tech       | Big 12               |
| 50   | Jeremiah Attaochu       | LB   | San Diego Chargers (desde Miami)                     | Georgia Tech     | ACC                  |
| 51   | Ego Ferguson            | DT   | Chicago Bears                                        | LSU              | SEC                  |
| 52   | Troy Niklas             | TE   | Arizona Cardinals                                    | Notre Dame       | Independiente (NCAA) |
| 53   | Davante Adams           | WR   | Green Bay Packers                                    | Fresno State     | MW                   |
| 54   | Bishop Sankey           | RB   | Tennessee Titans (desde Filadelfia)                  | Washington       | Pac-12               |
| 55   | Jeremy Hill             | RB   | Cincinnati Bengals                                   | LSU              | SEC                  |
| 56   | Cody Latimer            | WR   | Denver Broncos (desde Kansas City via San Francisco) | Indiana          | Big Ten              |
| 57   | Carlos Hyde             | RB   | San Francisco 49ers (desde San Diego via Miami)      | Ohio State       | Big Ten              |
| 58   | Stanley Jean-Baptiste   | CB   | New Orleans Saints                                   | Nebraska         | Big Ten              |
| 59   | Jack Mewhort            | OT   | Indianapolis Colts                                   | Ohio State       | Big Ten              |
| 60   | Kony Ealy               | DE   | Carolina Panthers                                    | Missouri         | SEC                  |
| 61   | Allen Robinson          | WR   | Jacksonville Jaguars (desde San Francisco)           | Penn State       | Big Ten              |
| 62   | Jimmy Garoppolo         | QB   | New England Patriots                                 | Eastern Illinois | OVC                  |
| 63   | Jarvis Landry           | WR   | Miami Dolphins (desde Denver via San Francisco)      | LSU              | SEC                  |
| 64   | Justin Britt            | OT   | Seattle Seahawks                                     | Missouri         | SEC                  |

### Tercera ronda
| Pick | Jugador           | Pos. | Equipo                                                       | Universidad        | Conf.                |
| ---- | ----------------- | ---- | ------------------------------------------------------------ | ------------------ | -------------------- |
| 65   | C. J. Fiedorowicz | TE   | Houston Texans                                               | Iowa               | Big Ten              |
| 66   | Morgan Moses      | OT   | Washington Redskins                                          | Virginia           | ACC                  |
| 67   | Billy Turner      | OT   | Miami Dolphins (desde Oakland)                               | North Dakota State | MVFC                 |
| 68   | Dezmen Southward  | S    | Atlanta Falcons                                              | Wisconsin          | Big Ten              |
| 69   | Charles Sims      | RB   | Tampa Bay Buccaneers                                         | West Virginia      | Big 12               |
| 70   | Marcus Martin     | C    | San Francisco 49ers (desde Jacksonville)                     | USC                | Pac-12               |
| 71   | Christian Kirksey | LB   | Cleveland Browns                                             | Iowa               | Big Ten              |
| 72   | Scott Crichton    | DE   | Minnesota Vikings                                            | Oregon State       | Pac-12               |
| 73   | Preston Brown     | LB   | Buffalo Bills                                                | Louisville         | ACC                  |
| 74   | Jay Bromley       | DT   | New York Giants                                              | Syracuse           | ACC                  |
| 75   | Tre Mason         | RB   | St. Louis Rams                                               | Auburn             | SEC                  |
| 76   | Travis Swanson    | C    | Detroit Lions                                                | Arkansas           | SEC                  |
| 77   | Chris Borland     | LB   | San Francisco 49ers (desde Tennessee)                        | Wisconsin          | Big Ten              |
| 78   | Spencer Long      | G    | Washington Redskins (desde Dallas)                           | Nebraska           | Big Ten              |
| 79   | Terrence Brooks   | S    | Baltimore Ravens                                             | Florida State      | ACC                  |
| 80   | Dexter McDougle   | CB   | New York Jets                                                | Maryland           | Big Ten              |
| 81   | Gabe Jackson      | G    | Oakland Raiders (desde Miami)                                | Mississippi State  | SEC                  |
| 82   | Will Sutton       | DT   | Chicago Bears                                                | Arizona State      | Pac-12               |
| 83   | Louis Nix         | DT   | Houston Texans (desde Pittsburgh via Cleveland y Filadelfia) | Notre Dame         | Independiente (NCAA) |
| 84   | Kareem Martin     | DE   | Arizona Cardinals                                            | North Carolina     | ACC                  |
| 85   | Khyri Thornton    | DT   | Green Bay Packers                                            | Southern Miss      | C-USA                |
| 86   | Josh Huff         | WR   | Philadelphia Eagles                                          | Oregon             | Pac-12               |
| 87   | Phillip Gaines    | CB   | Kansas City Chiefs                                           | Rice               | C-USA                |
| 88   | Will Clarke       | DE   | Cincinnati Bengals                                           | West Virginia      | Big 12               |
| 89   | Chris Watt        | G    | San Diego Chargers                                           | Notre Dame         | Independiente (NCAA) |
| 90   | Donte Moncrief    | WR   | Indianapolis Colts                                           | Ole Miss           | SEC                  |
| 91   | John Brown        | WR   | Arizona Cardinals (desde New Orleans)                        | Pittsburg State    | MIAA                 |
| 92   | Trai Turner       | G    | Carolina Panthers                                            | LSU                | SEC                  |
| 93   | Brandon Linder    | G    | Jacksonville Jaguars (desde New England)                     | Miami (FL)         | ACC                  |
| 94   | Terrance West     | RB   | Cleveland Browns (desde San Francisco)                       | Towson             | CAA                  |
| 95   | Michael Schofield | OT   | Denver Broncos                                               | Michigan           | Big Ten              |
| 96   | Jerick McKinnon   | RB   | Minnesota Vikings (desde Seattle)                            | Georgia Southern   | SoCon                |
| 97   | Dri Archer        | RB   | Pittsburgh Steelers                                          | Kent State         | MAC                  |
| 98   | Richard Rodgers   | TE   | Green Bay Packers                                            | California         | Pac-12               |
| 99   | Crockett Gillmore | TE   | Baltimore Ravens                                             | Colorado State     | MW                   |
| 100  | Brandon Thomas    | G    | San Francisco 49ers                                          | Clemson            | ACC                  |

### Cuarta ronda
| Pick | Jugador            | Pos. | Equipo                                         | Universidad          | Conf.                |
| ---- | ------------------ | ---- | ---------------------------------------------- | -------------------- | -------------------- |
| 101  | Jaylen Watkins     | CB   | Philadelphia Eagles (desde Houston)            | Florida              | SEC                  |
| 102  | Bashaud Breeland   | CB   | Washington Redskins                            | Clemson              | ACC                  |
| 103  | Devonta Freeman    | RB   | Atlanta Falcons                                | Florida State        | ACC                  |
| 104  | Jalen Saunders     | WR   | New York Jets (desde Tampa Bay)                | Oklahoma             | Big 12               |
| 105  | Bryan Stork        | C    | New England Patriots (desde Jacksonville)      | Florida State        | ACC                  |
| 106  | Bruce Ellington    | WR   | San Francisco 49ers (desde Cleveland)          | South Carolina       | SEC                  |
| 107  | Justin Ellis       | DT   | Oakland Raiders                                | Louisiana Tech       | C-USA                |
| 108  | Cassius Marsh      | DE   | Seattle Seahawks (desde Minnesota)             | UCLA                 | Pac-12               |
| 109  | Ross Cockrell      | CB   | Buffalo Bills                                  | Duke                 | ACC                  |
| 110  | Maurice Alexander  | S    | St. Louis Rams                                 | Utah State           | MW                   |
| 111  | Russell Bodine     | C    | Cincinnati Bengals (desde Detroit via Seattle) | North Carolina       | ACC                  |
| 112  | DaQuan Jones       | DT   | Tennessee Titans                               | Penn State           | Big Ten              |
| 113  | Andre Williams     | RB   | New York Giants                                | Boston College       | ACC                  |
| 114  | Aaron Colvin       | CB   | Jacksonville Jaguars (desde Baltimore)         | Oklahoma             | Big 12               |
| 115  | Shaq Evans         | WR   | New York Jets                                  | UCLA                 | Pac-12               |
| 116  | Keith McGill       | CB   | Oakland Raiders (desde Miami)                  | Utah                 | Pac-12               |
| 117  | Ka'Deem Carey      | RB   | Chicago Bears                                  | Arizona              | Pac-12               |
| 118  | Martavis Bryant    | WR   | Pittsburgh Steelers                            | Clemson              | ACC                  |
| 119  | Anthony Hitchens   | LB   | Dallas Cowboys                                 | Iowa                 | Big Ten              |
| 120  | Logan Thomas       | QB   | Arizona Cardinals                              | Virginia Tech        | ACC                  |
| 121  | Carl Bradford      | LB   | Green Bay Packers                              | Arizona State        | Pac-12               |
| 122  | Marqueston Huff    | S    | Tennessee Titans (desde Filadelfia)            | Wyoming              | MW                   |
| 123  | Kevin Norwood      | WR   | Seattle Seahawks (desde Cincinnati)            | Alabama              | SEC                  |
| 124  | De'Anthony Thomas  | RB   | Kansas City Chiefs                             | Oregon               | Pac-12               |
| 125  | Walt Aikens        | CB   | Miami Dolphins (desde San Diego)               | Liberty              | Independiente (NCAA) |
| 126  | Khairi Fortt       | LB   | New Orleans Saints                             | California           | Pac-12               |
| 127  | Pierre Desir       | CB   | Cleveland Browns (desde Indianapolis)          | Lindenwood           | MIAA                 |
| 128  | Tre Boston         | S    | Carolina Panthers                              | North Carolina       | ACC                  |
| 129  | Dontae Johnson     | CB   | San Francisco 49ers                            | North Carolina State | ACC                  |
| 130  | James White        | RB   | New England Patriots                           | Wisconsin            | Big Ten              |
| 131  | Brock Vereen       | S    | Chicago Bears (desde Denver)                   | Minnesota            | Big Ten              |
| 132  | Kevin Pierre-Louis | LB   | Seattle Seahawks                               | Boston College       | ACC                  |
| 133  | Nevin Lawson       | CB   | Detroit Lions                                  | Utah State           | MW                   |
| 134  | Brent Urban        | DT   | Baltimore Ravens                               | Virginia             | ACC                  |
| 135  | Tom Savage         | QB   | Houston Texans                                 | Pittsburgh           | ACC                  |
| 136  | Larry Webster III  | DE   | Detroit Lions                                  | Bloomsburg           | PSAC                 |
| 137  | Dakota Dozier      | G    | New York Jets                                  | Furman               | SoCon                |
| 138  | Lorenzo Taliaferro | RB   | Baltimore Ravens                               | Coastal Carolina     | Big South            |
| 139  | Prince Shembo      | LB   | Atlanta Falcons                                | Notre Dame           | Independiente (NCAA) |
| 140  | Cameron Fleming    | OT   | New England Patriots                           | Stanford             | Pac-12               |

### Quinta ronda
| Pick | Jugador              | Pos. | Equipo                                                | Universidad      | Conf.        |
| ---- | -------------------- | ---- | ----------------------------------------------------- | ---------------- | ------------ |
| 141  | Taylor Hart          | DE   | Philadelphia Eagles (desde Houston)                   | Oregon           | Pac-12       |
| 142  | Ryan Grant           | WR   | Washington Redskins                                   | Tulane           | The American |
| 143  | Kadeem Edwards       | G    | Tampa Bay Buccaneers                                  | Tennessee State  | OVC          |
| 144  | Telvin Smith         | LB   | Jacksonville Jaguars                                  | Florida State    | ACC          |
| 145  | David Yankey         | G    | Minnesota Vikings (desde Cleveland)                   | Stanford         | Pac-12       |
| 146  | Devin Street         | WR   | Dallas Cowboys (desde Oakland via Seattle y Detroit)  | Pittsburgh       | ACC          |
| 147  | Ricardo Allen        | CB   | Atlanta Falcons                                       | Purdue           | Big Ten      |
| 148  | Bené Benwikere       | CB   | Carolina Panthers (desde Minnesota)                   | San Jose State   | MW           |
| 149  | Kevin Pamphile       | OT   | Tampa Bay Buccaneers (desde Buffalo)                  | Purdue           | Big Ten      |
| 150  | Aaron Lynch          | DE   | San Francisco 49ers (desde Detroit via Jacksonville)  | South Florida    | The American |
| 151  | Avery Williamson     | LB   | Tennessee Titans                                      | Kentucky         | SEC          |
| 152  | Nat Berhe            | S    | New York Giants                                       | San Diego State  | MW           |
| 153  | Cyril Richardson     | G    | Buffalo Bills (desde St. Louis)                       | Baylor           | Big 12       |
| 154  | Jeremiah George      | LB   | New York Jets                                         | Iowa State       | Big 12       |
| 155  | Arthur Lynch         | TE   | Miami Dolphins                                        | Georgia          | SEC          |
| 156  | Lamin Barrow         | LB   | Denver Broncos (desde Chicago)                        | LSU              | SEC          |
| 157  | Shaquille Richardson | CB   | Pittsburgh Steelers                                   | Arizona          | Pac-12       |
| 158  | Caraun Reid          | DT   | Detroit Lions (desde Dallas)                          | Princeton        | Ivy League   |
| 159  | Chris Smith          | DE   | Jacksonville Jaguars (desde Baltimore)                | Arkansas         | SEC          |
| 160  | Ed Stinson           | DE   | Arizona Cardinals                                     | Alabama          | SEC          |
| 161  | Corey Linsley        | C    | Green Bay Packers                                     | Ohio State       | Big Ten      |
| 162  | Ed Reynolds          | S    | Philadelphia Eagles                                   | Stanford         | Pac-12       |
| 163  | Aaron Murray         | QB   | Kansas City Chiefs                                    | Georgia          | SEC          |
| 164  | AJ McCarron          | QB   | Cincinnati Bengals                                    | Alabama          | SEC          |
| 165  | Ryan Carrethers      | DT   | San Diego Chargers                                    | Arkansas State   | Sun Belt     |
| 166  | Jonathan Newsome     | DE   | Indianapolis Colts                                    | Ball State       | MAC          |
| 167  | Vinnie Sunseri       | S    | New Orleans Saints                                    | Alabama          | SEC          |
| 168  | Marquis Spruill      | LB   | Atlanta Falcons (desde Carolina via Minnesota)        | Rutgers          | Big Ten      |
| 169  | Ronald Powell        | OLB  | New Orleans Saints (desde New England via Filadelfia) | Florida          | SEC          |
| 170  | Keith Reaser         | CB   | San Francisco 49ers                                   | Florida Atlantic | C-USA        |
| 171  | Jordan Tripp         | LB   | Miami Dolphins                                        | Montana          | Big Sky      |
| 172  | Jimmy Staten         | DT   | Seattle Seahawks                                      | Middle Tennessee | C-USA        |
| 173  | Wesley Johnson       | C    | Pittsburgh Steelers                                   | Vanderbilt       | SEC          |
| 174  | Devon Kennard        | OLB  | New York Giants                                       | USC              | Pac-12       |
| 175  | John Urschel         | G    | Baltimore Ravens                                      | Penn State       | Big Ten      |
| 176  | Jared Abbrederis     | WR   | Green Bay Packers                                     | Wisconsin        | Big Ten      |

### Sexta ronda
| Pick | Jugador                 | Pos. | Equipo                                     | Universidad              | Conf.                |
| ---- | ----------------------- | ---- | ------------------------------------------ | ------------------------ | -------------------- |
| 177  | Jeoffrey Pagan          | DE   | Houston Texans                             | Alabama                  | SEC                  |
| 178  | Zach Mettenberger       | QB   | Tennessee Titans (desde Washington)        | LSU                      | SEC                  |
| 179  | Jon Halapio             | G    | New England Patriots (desde Jacksonville)  | Florida                  | SEC                  |
| 180  | Kenneth Acker           | CB   | San Francisco 49ers (desde Cleveland)      | SMU                      | The American         |
| 181  | Alfred Blue             | RB   | Houston Texans (desde Oakland)             | LSU                      | SEC                  |
| 182  | Antone Exum             | CB   | Minnesota Vikings (desde Atlanta)          | Virginia Tech            | ACC                  |
| 183  | David Fales             | QB   | Chicago Bears (desde Tampa Bay)            | San Jose State           | MW                   |
| 184  | Kendall James           | CB   | Minnesota Vikings                          | Maine                    | CAA                  |
| 185  | Robert Herron           | WR   | Tampa Bay Buccaneers (desde Buffalo)       | Wyoming                  | MW                   |
| 186  | Lache Seastrunk         | RB   | Washington Redskins (desde Tennessee)      | Baylor                   | Big 12               |
| 187  | Bennett Jackson         | CB   | New York Giants                            | Notre Dame               | Independiente (NCAA) |
| 188  | E. J. Gaines            | CB   | St. Louis Rams                             | Missouri                 | SEC                  |
| 189  | T. J. Jones             | WR   | Detroit Lions                              | Notre Dame               | Independiente (NCAA) |
| 190  | Matt Hazel              | WR   | Miami Dolphins                             | Coastal Carolina         | Big South            |
| 191  | Pat O'Donnell           | P    | Chicago Bears                              | Miami (FL)               | ACC                  |
| 192  | Jordan Zumwalt          | OLB  | Pittsburgh Steelers                        | UCLA                     | Pac-12               |
| 193  | Zach Fulton             | G    | Kansas City Chiefs (desde Dallas)          | Tennessee                | SEC                  |
| 194  | Keith Wenning           | QB   | Baltimore Ravens                           | Ball State               | MAC                  |
| 195  | Brandon Dixon           | CB   | New York Jets                              | Northwest Missouri State | MIAA                 |
| 196  | Walt Powell             | WR   | Arizona Cardinals                          | Murray State             | OVC                  |
| 197  | Demetri Goodson         | CB   | Green Bay Packers                          | Baylor                   | Big 12               |
| 198  | Zach Moore              | DE   | New England Patriots (desde Filadelfia)    | Concordia                | NSIC                 |
| 199  | Garrett Scott           | OT   | Seattle Seahawks (desde Cincinnati)        | Marshall                 | C-USA                |
| 200  | Laurent Duvernay-Tardif | OT   | Kansas City Chiefs                         | McGill                   | RSEQ                 |
| 201  | Marion Grice            | RB   | San Diego Chargers                         | Arizona State            | Pac-12               |
| 202  | Tavon Rooks             | OT   | New Orleans Saints                         | Kansas State             | Big 12               |
| 203  | Andrew Jackson          | LB   | Indianapolis Colts                         | Western Kentucky         | Sun Belt             |
| 204  | Tyler Gaffney           | RB   | Carolina Panthers                          | Stanford                 | Pac-12               |
| 205  | Luke Bowanko            | C    | Jacksonville Jaguars (desde San Francisco) | Virginia                 | ACC                  |
| 206  | Jemea Thomas            | S    | New England Patriots                       | Georgia Tech             | ACC                  |
| 207  | Matt Paradis            | C    | Denver Broncos                             | Boise State              | MW                   |
| 208  | Eric Pinkins            | SS   | Seattle Seahawks                           | San Diego State          | MW                   |
| 209  | Quincy Enunwa           | WR   | New York Jets                              | Nebraska                 | Big Ten              |
| 210  | IK Enemkpali            | DE   | New York Jets                              | Louisiana Tech           | C-USA                |
| 211  | Jay Prosch              | FB   | Houston Texans                             | Auburn                   | SEC                  |
| 212  | Marquis Flowers         | LB   | Cincinnati Bengals                         | Arizona                  | Pac-12               |
| 213  | Tajh Boyd               | QB   | New York Jets                              | Clemson                  | ACC                  |
| 214  | Garrett Gilbert         | QB   | St. Louis Rams                             | SMU                      | The American         |
| 215  | Daniel McCullers        | DT   | Pittsburgh Steelers                        | Tennessee                | SEC                  |

### Séptima ronda
| Pick | Jugador            | Pos. | Equipo                                               | Universidad          | Conf.        |
| ---- | ------------------ | ---- | ---------------------------------------------------- | -------------------- | ------------ |
| 216  | Andre Hal          | CB   | Houston Texans                                       | Vanderbilt           | SEC          |
| 217  | Ted Bolser         | TE   | Washington Redskins                                  | Indiana              | Big Ten      |
| 218  | Michael Campanaro  | WR   | Baltimore Ravens (desde Cleveland)                   | Wake Forest          | ACC          |
| 219  | Travis Carrie      | CB   | Oakland Raiders                                      | Ohio                 | MAC          |
| 220  | Shamar Stephen     | DT   | Minnesota Vikings (desde Atlanta)                    | UConn                | The American |
| 221  | Randell Johnson    | LB   | Buffalo Bills (desde Tampa Bay)                      | Florida Atlantic     | C-USA        |
| 222  | Storm Johnson      | RB   | Jacksonville Jaguars                                 | UCF                  | The American |
| 223  | Brandon Watts      | LB   | Minnesota Vikings                                    | Georgia Tech         | ACC          |
| 224  | Beau Allen         | DT   | Philadelphia Eagles (desde Buffalo)                  | Wisconsin            | Big Ten      |
| 225  | Jabari Price       | CB   | Minnesota Vikings (desde NY Giants via Carolina)     | North Carolina       | ACC          |
| 226  | Mitchell Van Dyk   | OT   | St. Louis Rams                                       | Portland State       | Big Sky      |
| 227  | Kiero Small        | RB   | Seattle Seahawks (desde Detroit)                     | Arkansas             | SEC          |
| 228  | Zach Hocker        | K    | Washington Redskins (desde Tennessee)                | Arkansas             | SEC          |
| 229  | Nate Freese        | K    | Detroit Lions (desde Chicago via Dallas)             | Boston College       | ACC          |
| 230  | Rob Blanchflower   | TE   | Pittsburgh Steelers                                  | UMass                | MAC          |
| 231  | Ben Gardner        | DE   | Dallas Cowboys                                       | Stanford             | Pac-12       |
| 232  | Ulrick John        | OT   | Indianapolis Colts (desde Baltimore)                 | Georgia State        | Sun Belt     |
| 233  | Trevor Reilly      | LB   | New York Jets                                        | Utah                 | Pac-12       |
| 234  | Terrence Fede      | DE   | Miami Dolphins                                       | Marist               | PFL          |
| 235  | Shelby Harris      | DE   | Oakland Raiders (desde Arizona)                      | Illinois State       | MVFC         |
| 236  | Jeff Janis         | WR   | Green Bay Packers                                    | Saginaw Valley State | GLIAC        |
| 237  | Seantrel Henderson | OT   | Buffalo Bills (desde Filadelfia)                     | Miami (FL)           | ACC          |
| 238  | Will Smith         | LB   | Dallas Cowboys (desde Kansas City)                   | Texas Tech           | Big 12       |
| 239  | James Wright       | WR   | Cincinnati Bengals                                   | LSU                  | SEC          |
| 240  | Tevin Reese        | WR   | San Diego Chargers                                   | Baylor               | Big 12       |
| 241  | Christian Bryant   | FS   | St. Louis Rams (desde Indianapolis)                  | Ohio State           | Big Ten      |
| 242  | Corey Nelson       | LB   | Denver Broncos (desde New Orleans via San Francisco) | Oklahoma             | Big 12       |
| 243  | Kaleb Ramsey       | DT   | San Francisco 49ers (desde Carolina)                 | Boston College       | ACC          |
| 244  | Jeremy Gallon      | WR   | New England Patriots                                 | Michigan             | Big Ten      |
| 245  | Trey Millard       | FB   | San Francisco 49ers                                  | Oklahoma             | Big 12       |
| 246  | Charles Leno Jr.   | OT   | Chicago Bears (desde Denver)                         | Boise State          | MW           |
| 247  | Jonathan Dowling   | SS   | Oakland Raiders (desde Seattle)                      | Western Kentucky     | Sun Belt     |
| 248  | Ahmad Dixon        | SS   | Dallas Cowboys                                       | Baylor               | Big 12       |
| 249  | Michael Sam        | DE   | St. Louis Rams                                       | Missouri             | SEC          |
| 250  | Demetrius Rhaney   | C    | St. Louis Rams                                       | Tennessee State      | OVC          |
| 251  | Ken Bishop         | DT   | Dallas Cowboys                                       | Northern Illinois    | MAC          |
| 252  | Lavelle Westbrooks | CB   | Cincinnati Bengals                                   | Georgia Southern     | SoCon        |
| 253  | Yawin Smallwood    | LB   | Atlanta Falcons                                      | UConn                | The American |
| 253  | Terrance Mitchell  | CB   | Dallas Cowboys                                       | Oregon               | Pac-12       |
| 255  | Tyler Starr        | LB   | Atlanta Falcons                                      | South Dakota         | MVFC         |
| 256  | Lonnie Ballentine  | FS   | Houston Texans                                       | Memphis              | The American |

## Jugadores notables no seleccionados
| Jugador              | Pos. | Equipo original      | Universidad        | Conf.                | Notas                                                                                       |
| -------------------- | ---- | -------------------- | ------------------ | -------------------- | ------------------------------------------------------------------------------------------- |
| Chandler Catanzaro   | K    | Arizona Cardinals    | Clemson            | ACC                  | Igualó la marca de más goles de campo consecutivos al inicio de una carrera (17)            |
| Zach Orr             | LB   | Baltimore Ravens     | North Texas        | C-USA                | Seleccionado al segundo equipo All-Pro de 2016                                              |
| Corey "Philly" Brown | WR   | Carolina Panthers    | Ohio State         | Big Ten              | Philly Brown                                                                                |
| Andrew Norwell       | G    | Carolina Panthers    | Ohio State         | Big Ten              | LG titular de los Carolina Panthers. Nombrado al equipo All-Pro                             |
| Christian Jones      | LB   | Chicago Bears        | Florida State      | ACC                  | ILB titular de los Chicago Bears                                                            |
| Isaiah Crowell       | RB   | Cleveland Browns     | Alabama State      | SWAC                 | RB titular de los Cleveland Browns                                                          |
| Willie Snead IV      | WR   | Cleveland Browns     | Ball State         | MAC                  | 783 yardas recibidas en 2015 con los New Orleans Saints                                     |
| Shaquil Barrett      | LB   | Denver Broncos       | Colorado State     | MW                   | Segundo de la NFL en balones sueltos forzados en 2015 (5)                                   |
| Chris Boswell        | P    | Houston Texans       | Rice               | C-USA                |                                                                                             |
| Marcus Williams      | CB   | Houston Texans       | North Dakota State | MVFC                 | Tercero de la NFL en intercepciones en 2015 (6)                                             |
| Cody Parkey          | K    | Indianapolis Colts   | Auburn             | SEC                  | Posteriormente transferido a los Philadelphia Eagles                                        |
| Zach Kerr            | DT   | Indianapolis Colts   | Delaware           | CAA                  |                                                                                             |
| Branden Oliver       | RB   | Indianapolis Colts   | Buffalo            | MAC                  | Posteriormente transferido a los San Diego Chargers                                         |
| Allen Hurns          | WR   | Jacksonville Jaguars | Miami (FL)         | ACC                  |                                                                                             |
| Tyler Shatley        | G    | Jacksonville Jaguars | Clemson            | ACC                  |                                                                                             |
| Josh Wells           | T    | Jacksonville Jaguars | James Madison      | CAA                  |                                                                                             |
| Cairo Santos         | K    | Kansas City Chiefs   | Tulane             | The American         |                                                                                             |
| Daniel Sorensen      | SS   | Kansas City Chiefs   | BYU                | Independiente (NCAA) |                                                                                             |
| Orleans Darkwa       | RB   | Miami Dolphins       | Tulane             | The American         | RB titular de los New York Giants en 2017                                                   |
| Damien Williams      | RB   | Miami Dolphins       | Oklahoma           | Big 12               | RB titular de los Miami Dolphins en 2017                                                    |
| Malcolm Butler       | CB   | New England Patriots | West Alabama       | Gulf South           | Seleccionado al segundo equipo All-Pro de 2016. Campeón del Super Bowl XLIX y Super Bowl LI |
| Kerry Hyder          | DE   | New York Jets        | Texas Tech         | Big 12               | Lideró en capturas a los Detroit Lions en 2016                                              |
| Trey Burton          | TE   | Philadelphia Eagles  | Florida            | SEC                  |                                                                                             |
| Jordan Berry         | P    | Pittsburgh Steelers  | Eastern Kentucky   | OVC                  | Despeje de 79 yardas fue el más largo del 2015                                              |
| Cameron Brate        | TE   | Tampa Bay Buccaneers | Harvard            | Ivy League           |                                                                                             |